# Дамјан од Ресника
 Дамјан од Ресника је алтернативни рок музички пројекат из Београда, који предводи кантаутор Дамјан Павлица.

## Историјат
Дамјан Павлица прве песме снимио је у кућној продукцији 2004. године, а прве демо снимке објавио је на компилацији Нерадник, 2005. године. Године 2009. Павлица је саставио бенд чији се састав често мењао, а кључни чланови били су Иван Блажевић на виолини, Милош Бакаловић на бубњевима и удараљкама и Немања Јовановић на басу и хармоници. Бенд је основан у згради БИГЗ-а, која је у Београду позната да има посебан значај за нову српску сцену. Бенд је одржао неколико концерата у београдским клубовима, а учествовао је и на фестивалу Prnjavorstock.
Крајем 2010. и почетком 2011. године бенд је радио на првом студијском албуму Поред ватре, који је објављен средином 2011. године. Овај акустични албум снимљен је у кућној продукцији са различитим музичарима и живим инструментима, укључујући хармонику, виолину, контрабас, гусле, харфу, удараљке и диџериду. Према критици, више од половине песама са албума су врло досадне и патетичне, осим сјајних песама Младе маме и протесне химне Моја држава.
Године 2012. бенд је објавио други студијски албум под називом Против тебе, који је оцењен као „агресивнији”. Све песме је свирао, отпевао и продуцирао Дамјан Павлица. Лирички, друштвене теме на песмама су биле у првом плану. Према критици са сајта terapija.net овај албум је био један од најбољих рок остварења 2012. године на простору бивше СФРЈ.
Године 2013. бенд је објавио трећи студиски албум под називом Трећи албум уз помоћ локалних музичара, укључујући и оне из бенда С. А. Р. С.. Овај албум стигао је до великог броја интернет медија у Србији. Убрзо након објављивања албума, фронтмен групе Дамјан Павлица представио је албум на Б92 радију. Музички критичар са веб-сајта terapija.net истакао је да се не сећа да је неки бенд у тако кратком периоду напредовао, још од југословенског новог таласа.

## Дискографија

### Студијски албуми
- Поред ватре (2011)
- Против тебе (2012)
- Трећи албум (2013)

### Остала гостовања
- Рокање никад није стало (Нерадник, 2005)
- Зграда је жива! (Манекени Бигза, 2009)